# Uwe Müller (Journalist)
Uwe Müller (* 1957 in Wiesbaden) ist ein deutscher Volkswirt, Journalist und Autor.

## Leben und Wirken
Nach dem Abitur studierte Müller Soziologie und Volkswirtschaftslehre an der Johann Wolfgang Goethe-Universität Frankfurt am Main. Der Diplom-Volkswirt hospitierte beim Wiesbadener Kurier, der Frankfurter Neue Presse und der Frankfurter Rundschau. Es folgte ein Volontariat bei der Düsseldorfer Verlagsgruppe Handelsblatt, wo er von 1987 bis 1989 als Redakteur und Ressortleiter Medien für die neu gegründete Zeitschrift Copy arbeitete. Noch vor der Wiedervereinigung ging er 1990 für Die Welt als Ostdeutschland-Korrespondent nach Leipzig. Ab 2002 war er Reporter für die Zeitungsgruppe, fünf Jahre später wechselte er in das damals gegründete Investigativteam. Müller lebt in Leipzig und Berlin.

## Werke
- Stasi. Zmowa niepamięci (polnische Übersetzung von Vorwärts und vergessen! durch Ewa Stefanska), Zysk i S-ka Wydawnictwo, Poznań 2013, ISBN 978-83-7506-946-4
- Vorwärts und vergessen! Kader, Spitzel und Komplizen: Das gefährliche Erbe der SED-Diktatur, Rowohlt Berlin, Berlin 2009, ISBN 3-871-346233 (gemeinsam mit Grit Hartmann)
- Freistaat Sachsen: Wirtschaft, Finanzen und Demografie. In: Freistaat Sachsen, Gauweiler, Heidelberg 2009, ISBN 978-3-933600-15-8
- Vollst. überarb. und erw. Taschenbuchausgabe von Supergau Deutsche Einheit, Rowohlt-Taschenbuch-Verlag, Hamburg 2006, ISBN 3-499-62153-3, sowie koreanische Übersetzung: 대재앙 통일  - 독일 통일로부터의 교훈, ISBN 8970753648
- Supergau Deutsche Einheit, Rowohlt Berlin, Berlin 2005,  ISBN 3-87134-523-7
- Rudolf Augstein, Heyne Verlag, München 1991, ISBN 3-453-05114-9 (gemeinsam mit Hans-Jürgen Jakobs)
- Augstein, Springer & Co.: Deutsche Mediendynastien, Orell Füssli, Zürich, Wiesbaden 1990, ISBN 3-280-01963-X (gemeinsam mit Hans-Jürgen Jakobs)